# Hush (песня Билли Джо Ройала)
«Hush» (с англ. — «Тише») — песня, написанная американским автором-исполнителем Джо Саутом для американского певца Билли Джо Ройяла. Впервые исполнена им в 1967 году, достигла 52-й позиции в Billboard Hot 100.
Припев песни содержит слова: «Тише, тише, мне показалось, что она зовёт меня» (англ. «Hush, hush, I thought I heard her calling my name»), которые перекликаются с текстом госпелз-песни: «Тише, тише, кто-то зовёт меня».
Песня стала более известной благодаря кавер-версиям различных групп и исполнителей, в том числе, Джонни Холлидея (1968) и группы Deep Purple.

## Версия Deep Purple
Группа Deep Purple включила её в свой первый альбом Shades of Deep Purple (осень 1968 года), а также выпустила в октябре в виде сингла с композицией «One More Rainy Day» из того же альбома на второй стороне. В этом исполнении композиция «Hush» достигла 4-й позиции в Billboard 200. По словам одного музыкального критика (Joe Viglione), Deep Purple «использовали стиль Vanilla Fudge, замедляя песню и делая её более блюзовой, отправляясь в область психоделического хеви-метала».
Спустя двадцать лет Deep Purple в другом составе («Mark II») записали новую версию этой песни (представлена последним треком на двойном альбоме Nobody’s Perfect, 1988) и часто исполняли её «на бис». В том же году «Hush» была издана в виде сингла (#62 в UK Singles Chart и #44 в Hot Mainstream Rock Tracks) вместе с композициями «Dead Or Alive» и «Bad Attitude» из альбома The House of Blue Light.